# Tour of the Universe: Barcelona 20/21.11.09
Tour of the Universe: Barcelona 20/21.11.09 és un vídeo de Depeche Mode amb el concert enter que van realitzar per la gira Tour of the Universe al Palau Sant Jordi de Barcelona els dies 20 i 21 de novembre de 2009.
La pel·lícula es va publicar en tres formats diferents: una edició estàndard amb el concert en DVD i dos CDs d'àudio, una edició deluxe que inclou un DVD amb material especial, i una edició en Blu-ray (el primer publicat pel grup) amb el concert i material especial.

## Llista de vídeos

### DVD 1 − Concert
1. "In Chains" (Sounds of the Universe, 2009)
2. "Wrong" (Sounds of the Universe, 2009)
3. "Hole to Feed" (Sounds of the Universe, 2009)
4. "Walking in My Shoes" (Songs of Faith and Devotion, 1993)
5. "It's No Good" (Ultra, 1997)
6. "A Question of Time" (Black Celebration, 1986)
7. "Precious" (Playing the Angel, 2005)
8. "Fly on the Windscreen" (Black Celebration, 1986)
9. "Jezebel" (Sounds of the Universe, 2009)
10. "Home" (Ultra, 1997)
11. "Come Back" (Sounds of the Universe, 2009)
12. "Policy of Truth" (Violator, 1990)
13. "In Your Room" (Songs of Faith and Devotion, 1993)
14. "I Feel You" (Songs of Faith and Devotion, 1993)
15. "Enjoy the Silence" (Violator, 1990)
16. "Never Let Me Down Again" (Music for the Masses, 1987)
17. "Dressed in Black" (Black Celebration, 1986)
18. "Stripped" (Black Celebration, 1986)
19. "Behind the Wheel" (Music for the Masses, 1987)
20. "Personal Jesus" (Violator, 1990)
21. "Waiting for the Night" (Violator, 1990)

#### Cançons extres
1. "World in My Eyes" (Violator, 1990)
2. "Sister of Night" (Ultra, 1997)
3. "Miles Away/The Truth Is" (Sounds of the Universe, 2009)
4. "One Caress" (Songs of Faith And Devotion, 1993)

Malgrat que la llista principal està formada per 21 cançons, no és realment la llista de cançons de cap dels dos concerts. En la primera nit van interpretar "Miles Away/The Truth Is" i "One Caress" en comptes de "Come Back" i "Dressed in Black", i "World In My Eyes" fou interpretada entre les cançons "Precious" i "Fly on the Windscreen". Per altra banda, en la segona nit van substituir "Sister of Night" en comptes de "Jezebel".

### DVD 2 − Material especial
1. "'Most people just worry about hitting the right note.' Inside the Universe" − Documental de la gira amb subtítols en anglès, alemany, francès, italià, espanyol, portuguès, japonès, hongarès i txec. [Duració: 35:28]
2. Tour Of The Universe − Imatges
  - "In Chains"
  - "Walking In My Shoes"
  - "Precious"
  - "Come Back"
  - "Enjoy the Silence"
  - "Personal Jesus"
  - "Policy of Truth"
3. Tour Of The Universe − Assaigs
  - "Wrong"
  - "Walking In My Shoes"
4. "Hole to Feed" (Live Screen Montage)
5. "Behind The Wheel" (Barcelona Montage)
6. "Never Let Me Down Again" (Live Screen Montage)
7. "Insight" (Directe) (filmat a Birmingham el 13 de desembre de 2009)
8. Sounds of the Universe − Vídeoclips
  - "Wrong"
  - "Peace"
  - "Hole to Feed"
  - "Fragile Tension"

### CDs d'àudio
Els dos discs compactes d'àudio pertanyents a les edicions estàndard i DVD deluxe no inclouen les quatre cançons extres. El primer CD inclou les cançons de la llista entre "In Chains" i "Home" mentre que el segon inclou les cançons de "Come Back" a "Waiting for the Night".

## Posicions en llistes
| Llista (2010)           | Posició | Certificació |
| ----------------------- | ------- | ------------ |
| Alemanya                | 1       | 1x Platí     |
| Espanya                 | 4       |              |
| European Top 100 Albums | 6       |              |
| Itàlia                  | 3       | 1x Or        |
| Portugal                | 8       |              |
| Regne Unit              | 2       |              |

## Personal
- Dave Gahan − cantant
- Martin L. Gore − guitarra, teclats, veus addicionals, cantant
- Andy Fletcher − teclats, veus addicionals
- Christian Eigner − bateria, teclats
- Peter Gordeno − teclats, piano, veus addicionals